# Linnaemya geniseta
Linnaemya geniseta là một loài ruồi trong họ Tachinidae.